# Ravnebanner
 Denne artikel bør gennemlæses af en person med fagkendskab for at sikre den faglige korrekthed.

 For alternative betydninger, se Ravnen. (Se også artikler, som begynder med Ravnen)

Ravnebanneret, Ravneflaget eller bare Ravnen, (Oldnordisk: hrafnsmerki; Middelengelsk: hravenlandeye) var et flag båret af forskellige vikingehøvdinger og andre skandinaviske herskere i løbet af 9., 10. og 11. århundrede. Flaget var, som afbildet i nordiske illustrationer, groft trekantet med en afrundet yderkant, hvor der hang frynser. Formen minder om de "vejrhaner", som var på vikingernes langskibe.
Flaget var rødt eller rødgult med et anker langs overkanten. I flaget var der en sort eller mørkeblå ravn, og langs kanterne var der en bort.
Ravnen kan være et symbol på Odin, der ofte blev afbildet med sine to ravne Hugin og Munin. Dette skulle skabe frygt blandt fjenden, da man påberåbte sig Odins magt.
Det berettes, at flaget blev brugt af Regnar Lodbrog og hans sønner samt af Knud den Store og Harald Hårderåde.
Om flaget Ravnen sagde man, at når den slog med vingerne, så spåede det sejr for danerne.

## Moderne brug
Ravnefanen bruges stadig i dag som fanen for Gardehusarregimentet 1/I Panserinfanterist kompagni.